# 托尔莱夫·托希尔森
托尔莱夫·托希尔森（挪威語：Torleif Torkildsen，1892年5月12日—1944年10月14日），挪威男子竞技体操及网球运动员。他曾代表挪威获得1912年夏季奥运会体操比赛男子团体瑞典式铜牌。